# Aprophata quatuordecimmaculata
Aprophata quatuordecimmaculata là một loài bọ cánh cứng trong họ Cerambycidae.